# Olof Sundel (arkivarie)
Olof Sundel, född 29 april 1764, död 28 februari 1829, var arkivsekreterare vid Riksarkivet 1822–1829. 

## Biografi
Olof Sundel var son till komministern i Hallen Nils Olofsson Sundell och Ingeborg Sabina Nordin, kusin till friherre Carl Johan af Nordin och biskop Carl Gustaf Nordin.
Sundel tog filosofie magistergraden i Uppsala 1791, invaldes i Historiska Sällskapet i Uppsala 1792, var amanuens vid Kungliga Vitterhets Historie och Antikvitets Akademien 1792–1822, kanslist i Riksarkivet 1794, och aktuarie 1800.